# Arma ad aria compressa

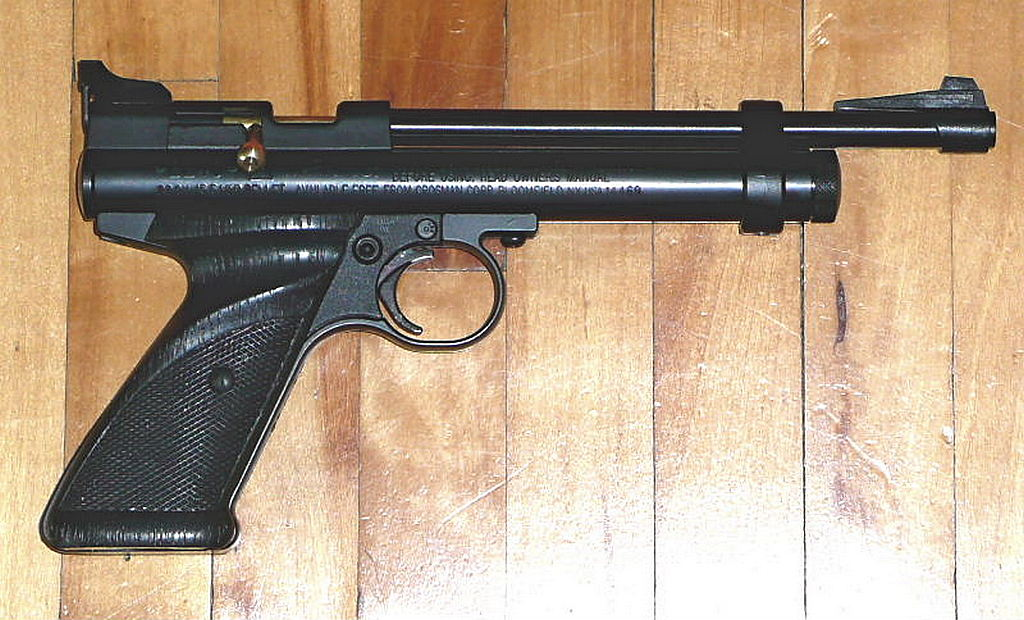
Pistola ad aria pre compressa (PCA)

Le armi ad aria compressa (o armi pneumatiche) sono armi che sparano proiettili, sfruttando l'aria compressa o altri gas pre-compressi, ma non usano altri tipi di cariche di lancio, né cartucce con polveri infiammabili o esplosive.

## Storia

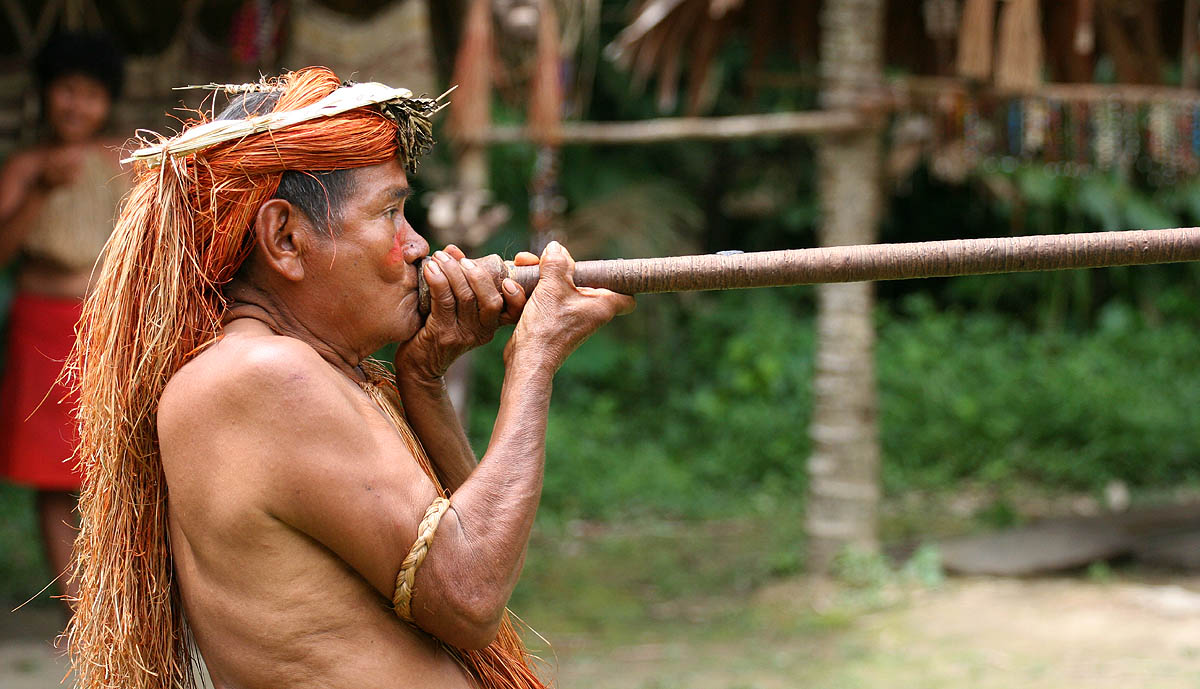
Uno Yagua con cerbottana

La prima arma a gas compresso della storia è sicuramente la cerbottana, ed il gas è l'aria emessa con forza dall'utilizzatore, attraverso la bocca. Ma l'idea di usare gas compressi al posto della polvere da sparo, è piuttosto moderna e si può dire che risalga grosso modo all'inizio del XVII secolo, dove la meccanica del tempo però non permetteva ancora una efficace realizzazione come oggi, e le poche armi fabbricate rimasero in pratica delle semplici curiosità. 

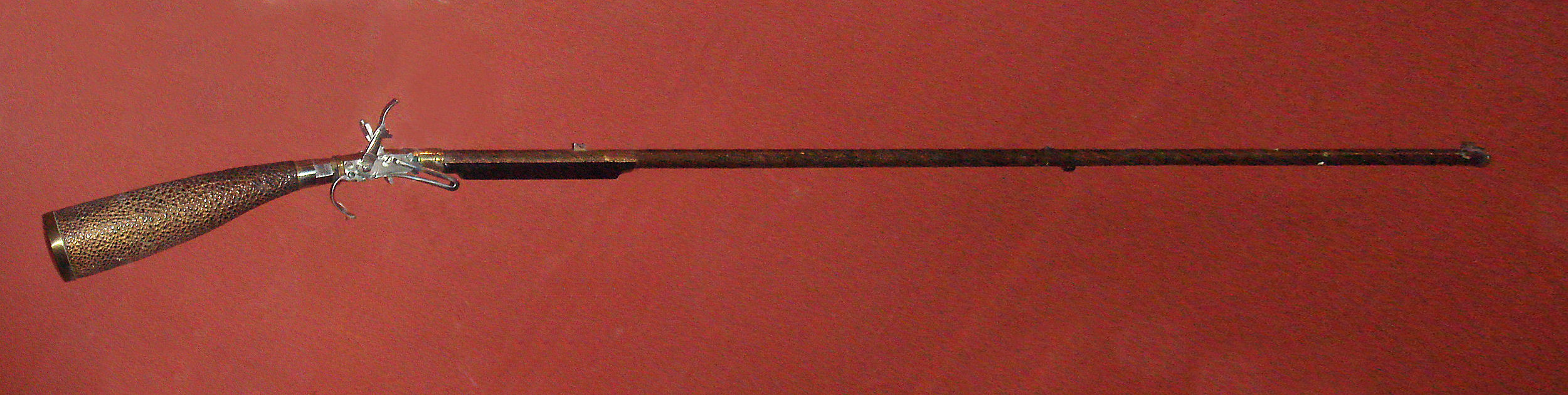
Fucile ad aria precompressa fabbricato in Giappone tra il 1820 ed il 1830. Il serbatoio per l'aria è nel calcio.

Soltanto all'inizio del XVIII secolo, e cioè quando la tecnica cominciò a permettere la costruzione di elementi meccanici con discreta precisione e con guarnizioni più efficienti (allora generalmente in cuoio), furono in effetti fabbricate ed usate varie armi pneumatiche funzionanti, in diverse circostanze. Poiché la loro funzione doveva essere quella di porsi in alternativa alle armi da fuoco, si ricercava la massima potenza, e i calibri erano generalmente abbastanza grossi, pur non superando di solito i 9 mm. Si trattava sempre di armi ad aria precompressa e la compressione si effettuava mediante potenti (e ingombranti) pompe a mano che come oggi immagazzinavano l'aria in dei serbatoi (a volte solidali con l'arma stessa, per esempio nel calcio, e a volte separati e destinati a esservi applicati in seguito). Si costruirono anche fucili con la pompa incorporata, ma di notevole complicazione meccanica. Armi ad aria compressa fabbricate dall'armaiolo J. Kuntz di Filadelfia furono impiegate dagli esploratori Meriwether Lewis e William Clark durante i loro viaggi all'interno dei territori nordamericani del 1804 - 1806.

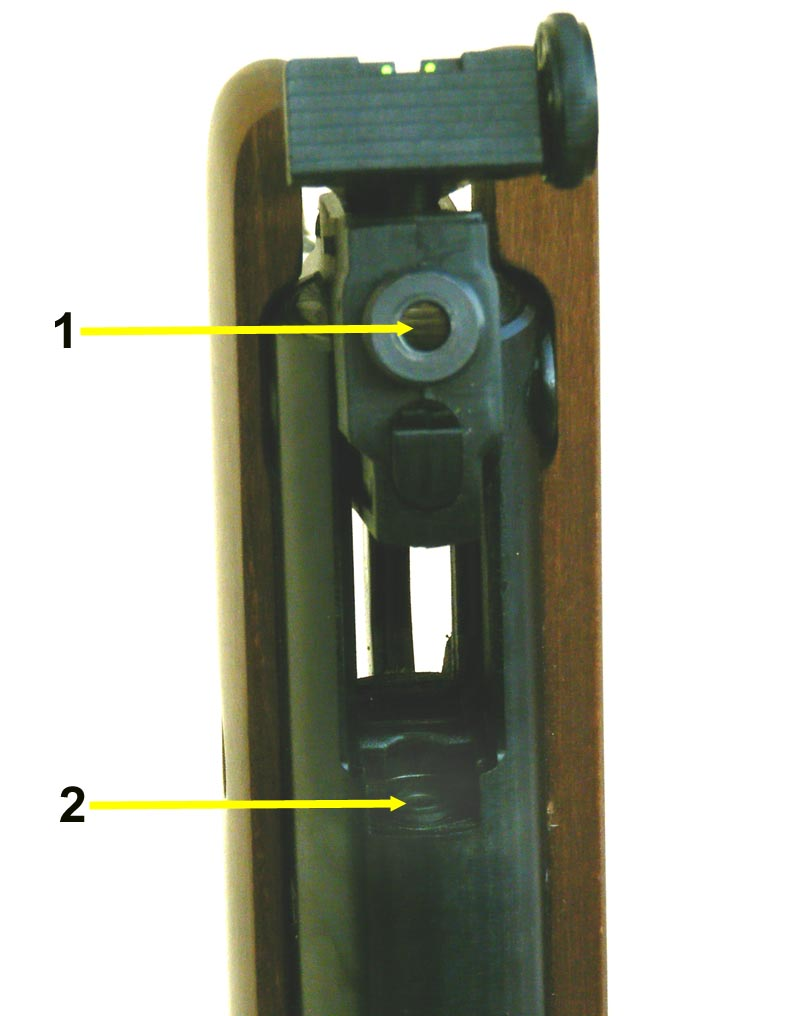
Culatta di carabina ad aria compressa (aperta): 1-canna (rigata), 2-foro di entrata/uscita dell'aria.

Solo in un caso però queste armi furono adottate da un esercito: nel 1799 l'Austria ne dotò infatti alcune sue truppe, durante le guerre austro-turche. Si trattava del modello perfezionato da Bartolomeo Gilardoni nel quale un serbatoio di pallottole era aggiunto a lato della canna e un particolare meccanismo le camerava tramite l'azionamento di un cane esterno. Era, insomma, un'arma a ripetizione.

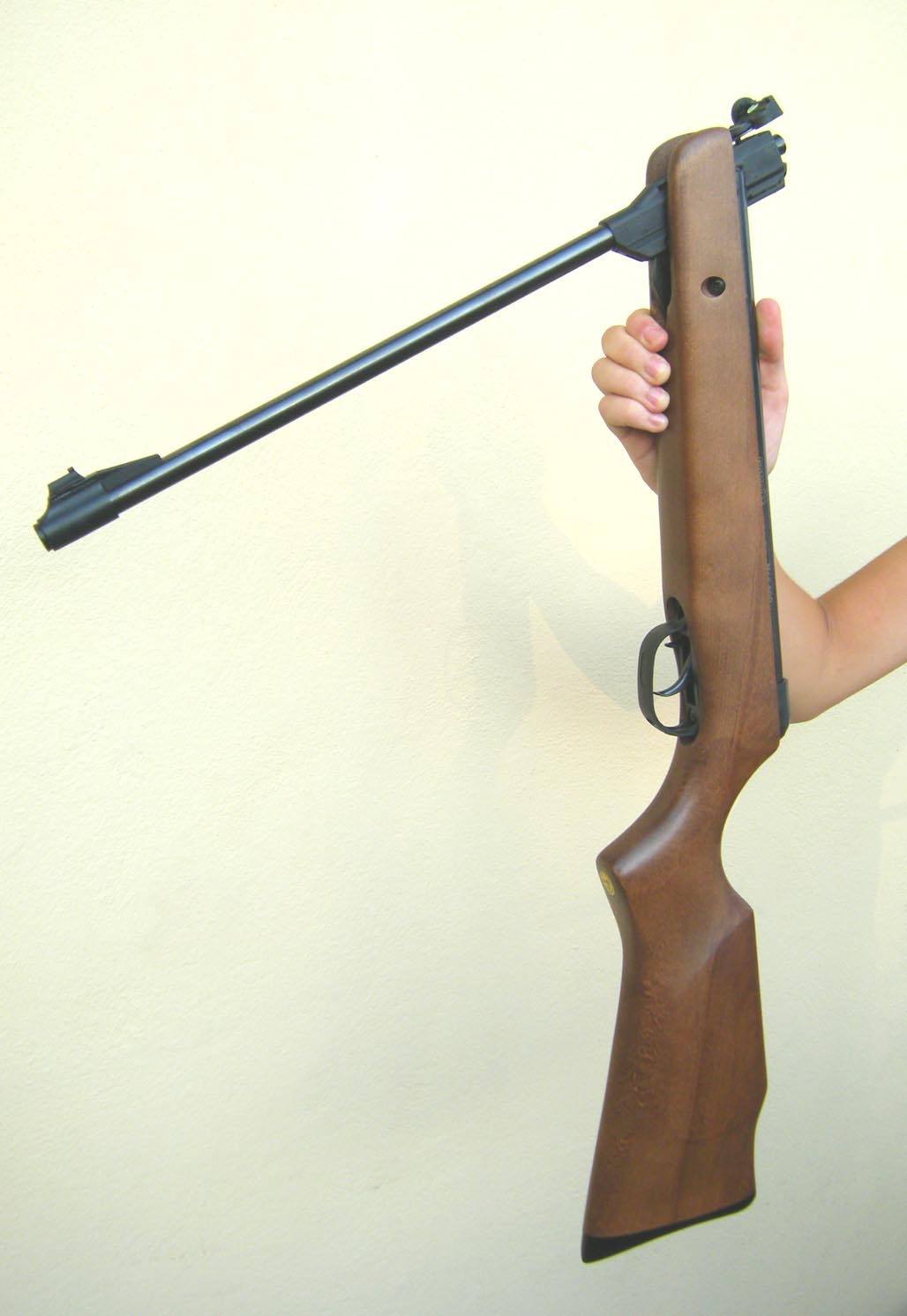
Carabina Gamo ad aria compressa, aperta

Tuttavia i problemi erano molti: innanzitutto la pompa doveva essere manovrata con molto vigore per ottenere pressioni di due o trecento atmosfere, necessarie per avere uno sparo abbastanza potente. Il movimento delle leve delle pompe inoltre le scaldava provocando vari malfunzionamenti e perdite dalle rudimentali guarnizioni. Anche le valvole delle armi non riuscivano a mantenere la pressione abbastanza a lungo per permettere lo sparo di vari colpi efficaci a distanza di tempo dal caricamento. Lo sparo, poi, per quanto discretamente potente (almeno per i primi colpi), non poteva mai raggiungere l'efficacia di quello delle normali armi da fuoco e inoltre con il decremento di potenza che si aveva gradualmente con lo scaricarsi del serbatoio, si doveva riaggiustare continuamente la mira. Infine la fuoriuscita del proiettile provocava un rumore se non proprio al pari di quello delle armi usanti la polvere da sparo, comunque abbastanza forte da essere ben udito dal nemico o dagli animali durante una battuta di caccia.
Per tutte queste ragioni e con il contemporaneo progredire delle armi da fuoco, quelle ad aria (o, come si diceva, “a vento”) persero di interesse e rimasero in uso solo come oggetti sportivi. Per lo sport infatti non si richiede particolare potenza né grosso calibro ma piuttosto un'elevata precisione.

## Generalità e principio di funzionamento

Schema di funzionamento di arma ad aria compressa motorizzata (elettrica) softair

Le armi di questo tipo riproducono generalmente la forma delle analoghe armi da fuoco. Possono essere lunghe o corte, possono avere la canna rigata o liscia in diversi calibri. I proiettili possono avere forma a sfera o allungati, con vari tipi di punte. La spinta per il lancio del proiettile viene conferita tramite la compressione di un gas, che può essere l'aria o altro (generalmente anidride carbonica). La potenza è regolata dalle norme vigenti in materia di armi, e per quelle di libera vendita, non è mai elevata (potere offensivo inferiore a 7,5 Joule), mentre per quelle ad alta potenza è necessaria una licenza; entrambe le tipologie possono essere usate per divertimento o tiro a segno (no caccia). Tra le armi che usano le bombolette di gas CO2 preconfezionate, ci sono anche modelli per la "difesa personale", che sparano grossi proiettili di gomma non letali.
Le armi ad aria compressa possono essere divise in due categorie a seconda del modo in cui il gas espelle il proiettile:

### Ad aria compressa
Per quanto tutte le armi di questo tipo vengano chiamate "ad aria compressa", il nome dovrebbe essere usato solo per quelle che funzionano nel modo che segue: un pistone che scorre a tenuta d'aria in un cilindro viene fatto arretrare (per mezzo di una leva, spesso usando la canna) comprimendo una potente molla ed aspirando aria dall'ambiente, che viene immagazzinata nel cilindro stesso. Quando la leva o la canna vengono riportate alla posizione iniziale il pistone rimane arretrato (armato) e scatta in avanti solo al momento della pressione sul grilletto. In questo modo viene spinta fuori l'aria contenuta nel cilindro attraverso un foro situato dietro la canna e quindi dietro il proiettile in essa inserito. Questa pressione infine espelle il proiettile.
Come conseguenza del principio di funzionamento stesso, che il gas compresso è sempre l'aria ambientale. Per ragioni costruttive inerenti al sistema di sparo, queste armi sono generalmente a colpo singolo.

### Ad aria pre caricata (o altro gas)
In queste armi l'aria non viene compressa al momento dello sparo, ma preventivamente; la trazione del grilletto ne provoca l'improvvisa espansione con il conseguente sparo del proiettile. Queste armi possono a loro volta essere divise in due sottocategorie:
- Armi in cui la pre-compressione è attuata dal tiratore stesso, mediante l'azionamento di una leva e l'aspirazione di aria in un cilindro anch'esso dotato di pistone e la sua successiva compressione mediante un secondo movimento contrario della leva e la spinta in avanti del pistone stesso: denominate comunemente PCA (aria pre caricata, pre charged air). L'aria rimane quindi compressa dentro una piccola parte del cilindro fino alla trazione del grilletto che apre una valvola e si libera tutta l'aria. Anche queste armi sono generalmente a colpo singolo, per le ragioni espresse sopra. Vi sono però armi di recente progettazione e produzione, per le quali la pre-carica dell'aria, tramite una pompa separata, è effettuata dentro appositi serbatoi assai simili a normali cartucce, che inserite nel tamburo di una rivoltella o nel serbatoio di una carabina a leva (ad esempio), allorché il fondello della cartuccia vien colpito dal cane si apre la valvola e l'arma spara a ripetizione, con la stessa cadenza dell'arma da fuoco analoga[2].
- Armi che prevedono l'uso di apposite bombolette in cui un gas (generalmente anidride carbonica) è stato precedentemente immesso sotto pressione: denominate comunemente PCP (Pre Charged Pneumatic). Queste possono permettere lo sparo a ripetizione senza dover ogni volta ricaricare l'arma, infatti ad ogni trazione del grilletto una valvola libera una piccola quantità di gas sufficiente allo sparo. I proiettili sono di solito inseriti in un piccolo tamburo ruotante il cui movimento è assicurato dalla trazione del grilletto stesso. Nelle armi da tiro informale le bombolette sono solitamente alloggiate nel calcio; in quelle da gara, invece, sono situate sotto la canna e queste armi sono generalmente a colpo singolo.

## Rinculo e tiro di precisione
Il rinculo nelle armi ad aria precompressa è nelle sue cause e principi del tutto analogo a quello prodotto dalle armi da fuoco anche se è assai minore essendo dipendente dalla quantità di moto acquisita dal proiettile. 
Nelle armi ad aria compressa invece esso viene in qualche misura influenzato dal violento spostamento in avanti del pistone allo sparo ed è in genere meno percepibile: vi è piuttosto un certo spostamento in avanti ed in basso dell'arma (cioè un movimento contrario al rinculo) che però non influenza il tiro in quanto esso raggiunge il suo massimo quando il pistone arriva a fine corsa con la sua battuta contro la superficie anteriore del cilindro, ma a questo punto il proiettile è già uscito dalla canna. Infatti il volume di aria compressa è sempre volutamente superiore al volume interno della canna stessa.
Queste armi (specialmente quelle ad aria precompressa) sono assai usate per il tiro agonistico in quanto, proprio per le loro caratteristiche (scarsissimo rinculo, leggerezza e bassissimo stress generato alla mano ed al braccio del tiratore) permettono un tiro assai accurato, e vengono generalmente dotate di mire di precisione. Il tiro viene effettuato sulla distanza dei dieci metri.
La gittata massima naturalmente dipende se trattasi di pistola o carabina e da molti altri fattori ma può aggirarsi intorno ai duecento o trecento metri (con l'arma inclinata a 45°). La gittata utile, invece, oscilla tra i venti ed i cinquanta metri.

## Munizionamento
I proiettili usati sono generalmente in piombo, ma anche di acciaio o altri metalli, di plastica o di gomma e avere varie forme. Per il tiro al bersaglio si usano di solito quelli a testa piatta (chiamati wadcutter  o, più popolarmente, "Diablo"), in modo che i fori da essi lasciati nei bersagli di cartone siano ben netti. Per il tiro informale, o "plinking", si preferiscono quelli a punta semisferica dotati di una buona precisione sulla lunga distanza e di una maggiore penetrazione.

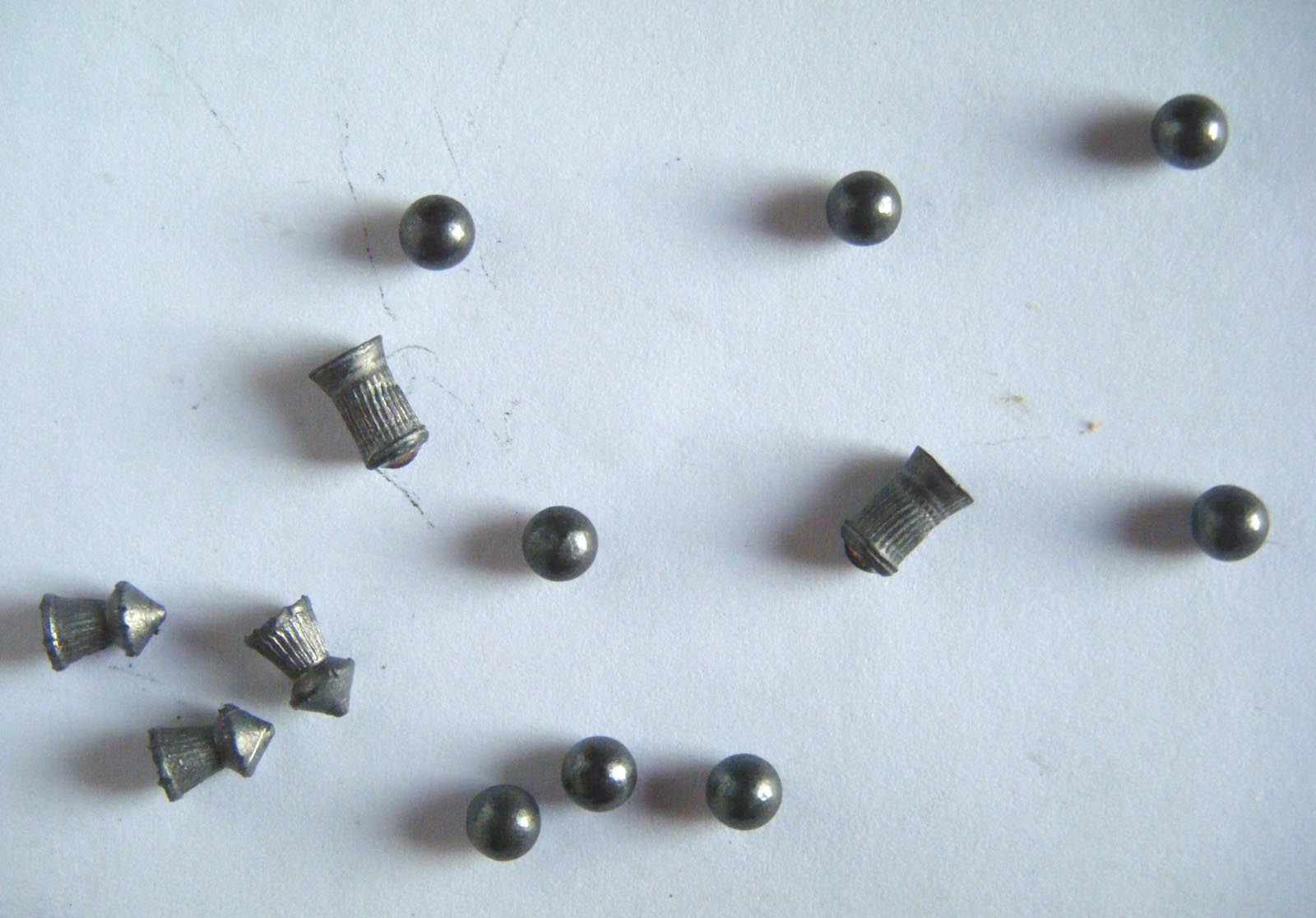
Proiettili di vario tipo. Il calibro è il 4,5 mm.

Vi sono poi molti altri tipi di proiettili: a punta, detti point, a punta cava, o hollow point, sferici (dotati di scarsa precisione poiché servono principalmente per le canne lisce e mal si adattano alle rigature) capaci di buona penetrazione ma soggetti a rimbalzi imprevedibili, o in plastica con punta in acciaio per una maggior penetrazione ecc. 
I calibri che si possono trovare in vendita comunemente, sono: 
4,3 mm, 4,5 mm (.177"), 5 mm (0,20"), 5,5 mm (.22"), 6 mm, 6.35 mm (0,25"), 7,62 mm o 0,30", .43" (10,9 mm), .50" (12,7 mm) e .68" (17,3 mm); 
dove quelli più grossi, sono usati con funzione di difesa personale o dissuasione, sparati da armi corte più moderne a CO2 (in bombolette da 12 g).
Il peso dei proiettili varia dai 0,15 grammi, dei pallini in plastica per softair, ai proiettili più pesanti ed utilizzabili con armi ad alta potenza, fino ad un massimo di 1,60 grammi. Con le pistole, sia esse ad aria precompressa che a gas, si usano generalmente proiettili in piombo del peso compreso tra 0,4 e 0,6 grammi, così come per le carabine a bassa potenza, siano esse ad aria compressa (dette springer per la presenza della molla) che precompressa (PCP o PCA). In passato, per le carabine, si usavano anche i "piumini", proiettili appuntiti in ferro recanti sul retro una piccola quantità di pelo o altro materiale sintetico, sparati perlopiù in canne lisce e dove questo materiale di finta piuma, aveva la funzione di impedire che l'aria di spinta passasse dai lati del proiettile; benché avessero il vantaggio di essere usabili più volte in quanto non si deformavano, sono lentamente caduti in disuso per il loro alto costo e per la loro scarsa precisione e potenza.

## Legislazione nel mondo

### Italia
Secondo la legge italiana, queste armi sono di libera vendita, tuttavia quelle che siano capaci di sviluppare un'energia alla volata superiore o uguale a 7,5 joule (circa 1,52 kgm) vengono considerate dalla legge italiana armi comuni da sparo e pertanto il loro acquisto richiede una autorizzazione e la successiva denuncia di possesso.

## Galleria d'immagini

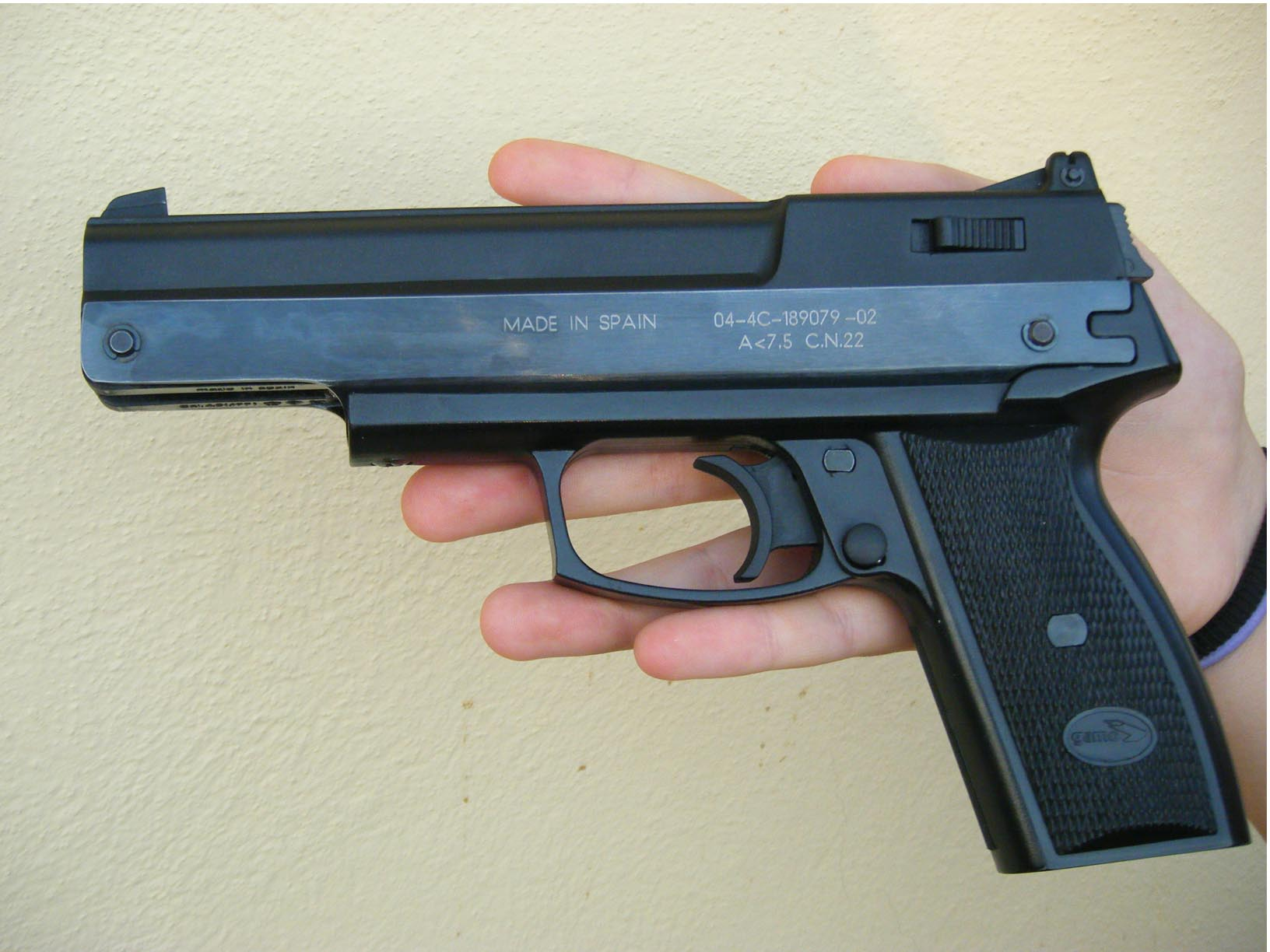
Pistola Gamo da tiro, ad aria precompressa.
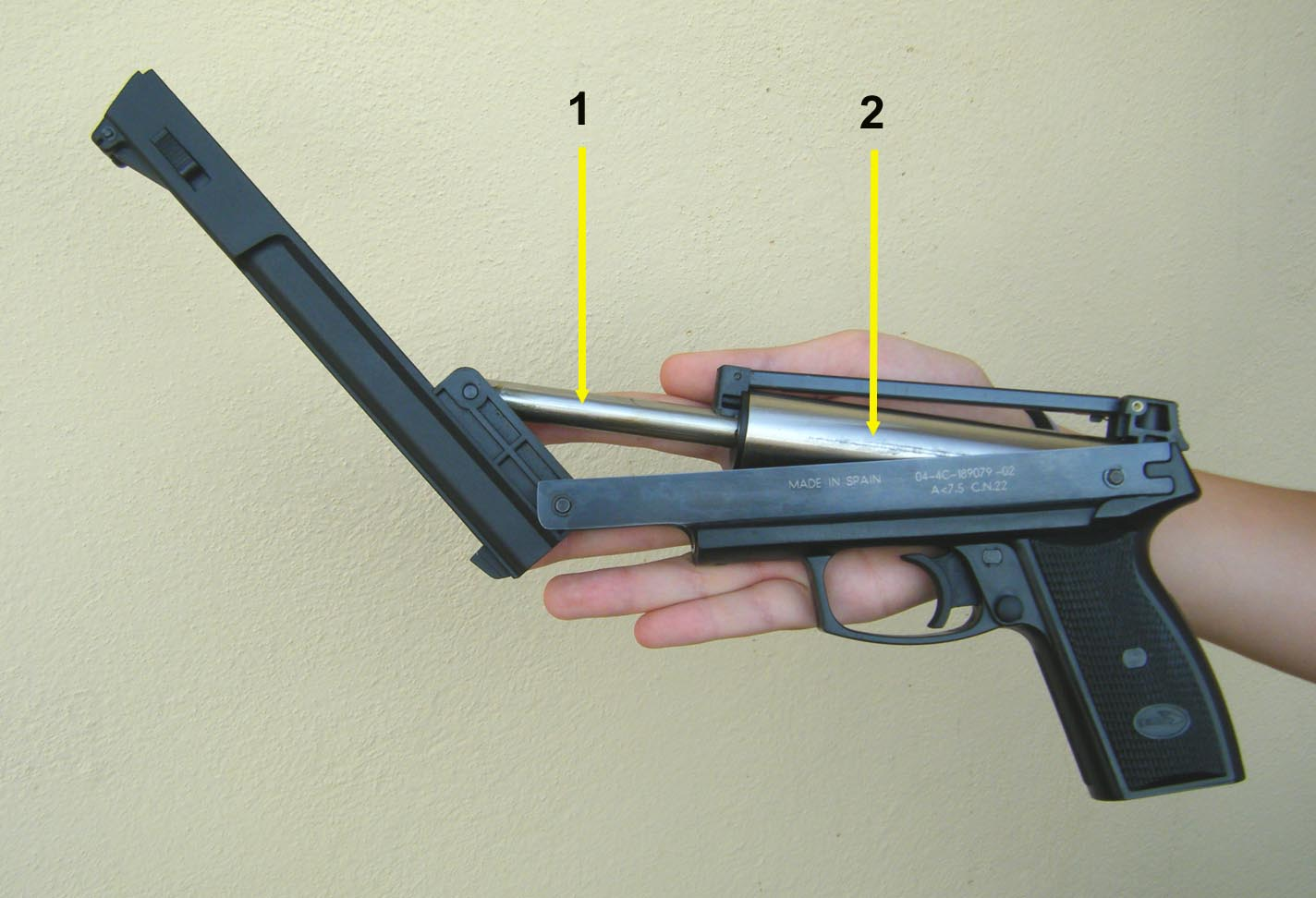
Pistola Gamo ad aria precompressa. 1-pistone, 2-cilindro.
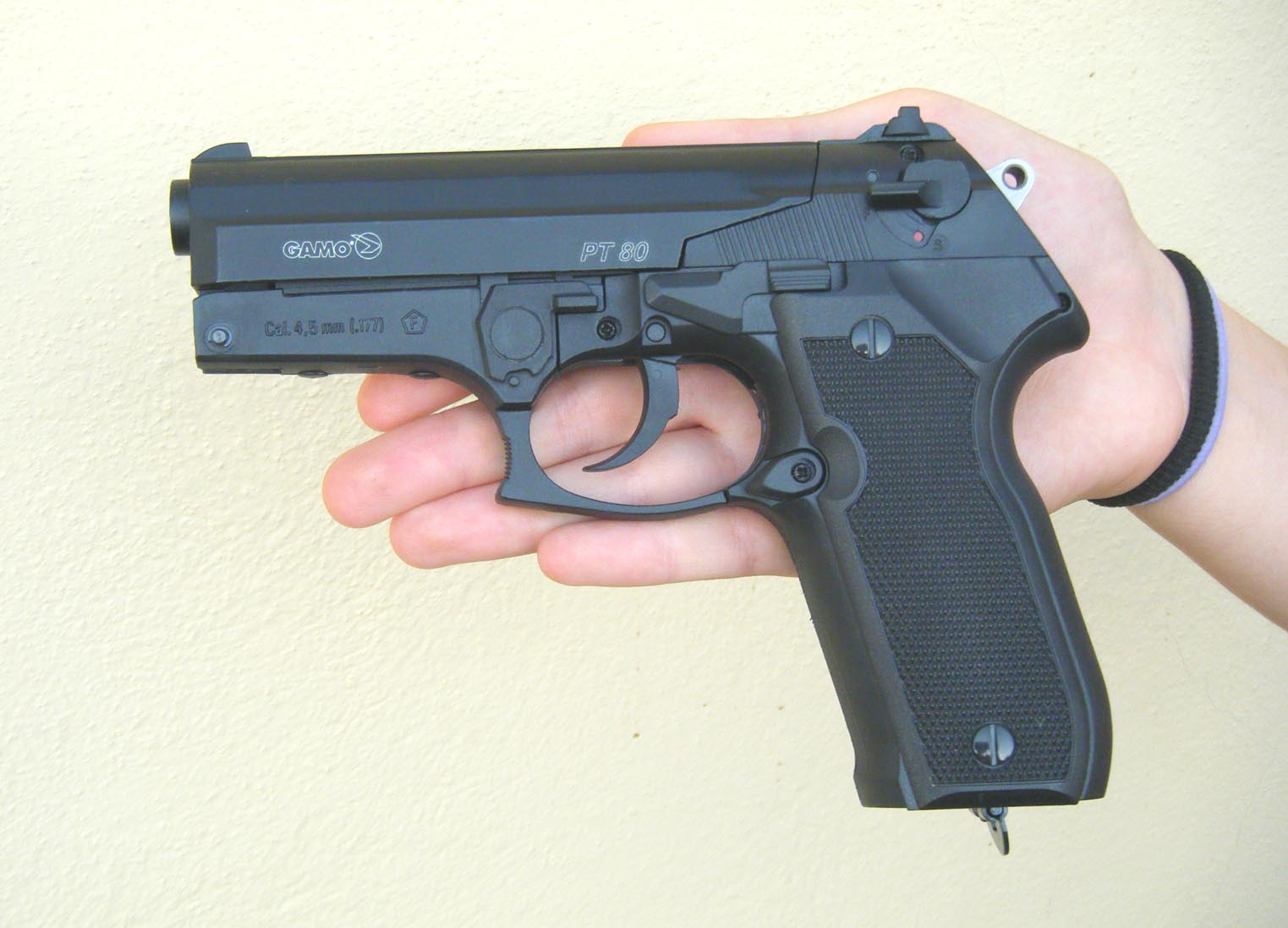
Pistola Gamo ad aria precompressa in bombolette.
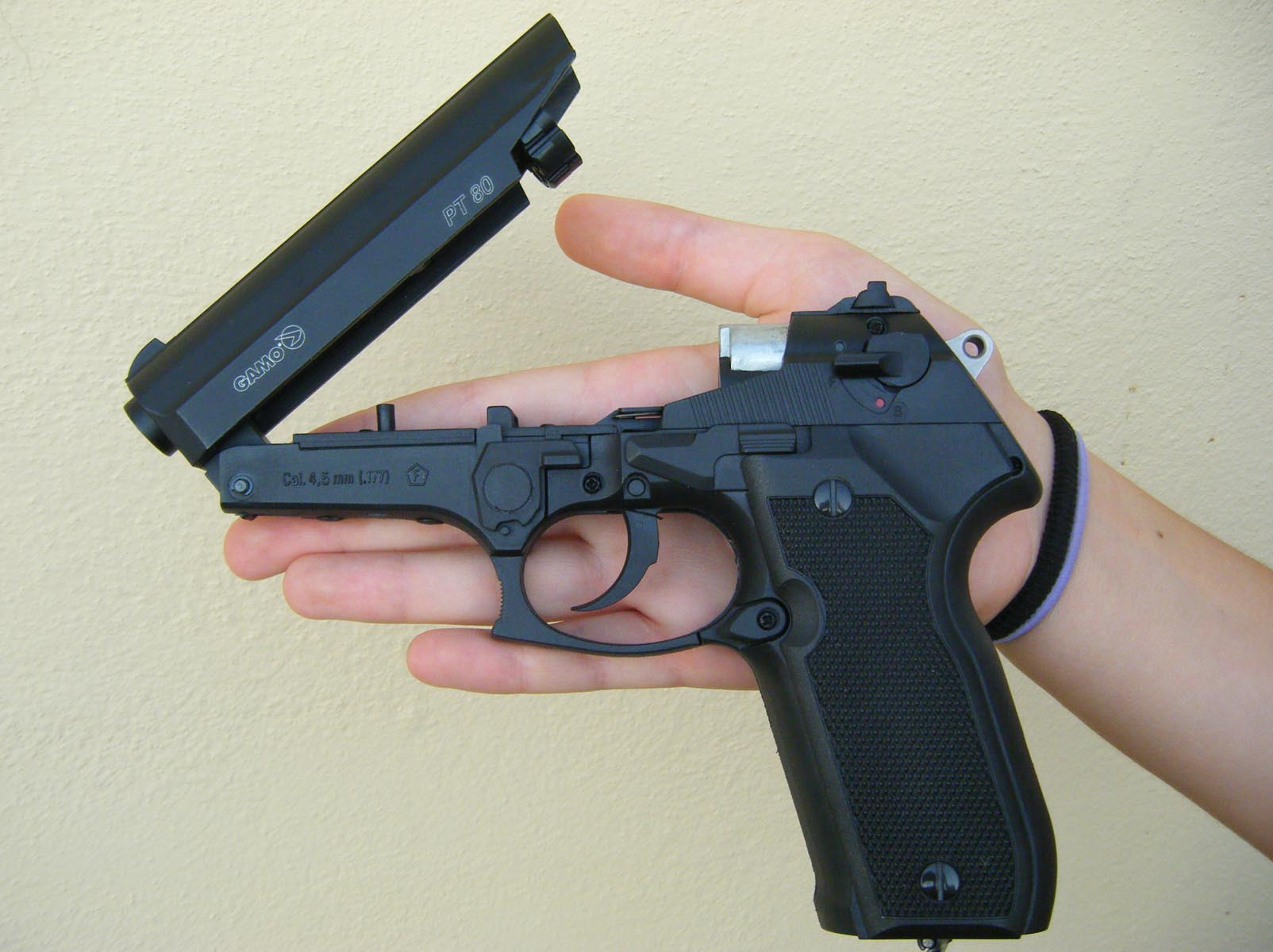
Pistola Gamo ad aria precompressa aperta per il caricamento.
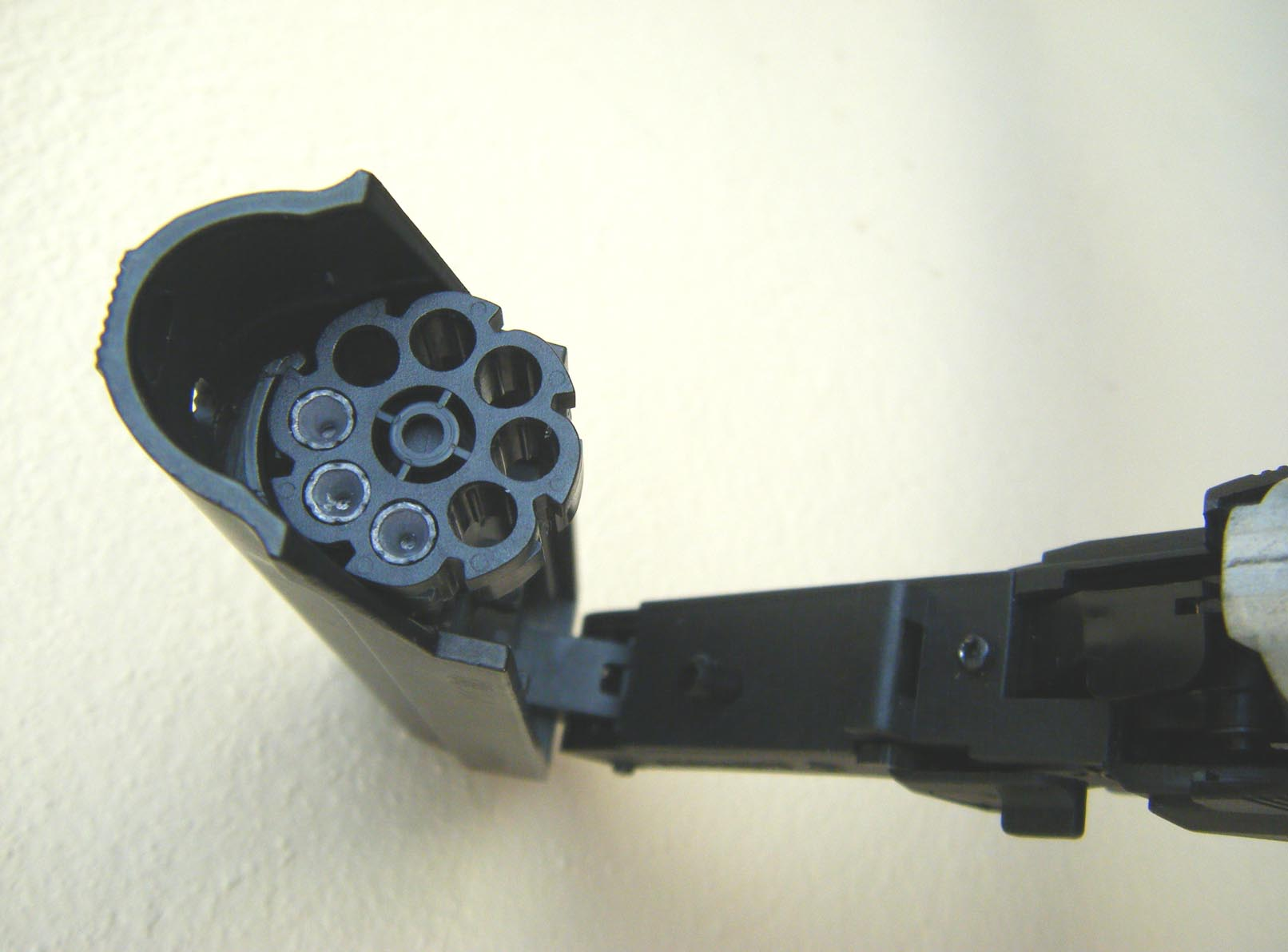
Particolare del tamburo di alloggiamento dei proiettili in pistola a gas precompresso in bombolette.